# Comité français du parfum
 (avril 2023).
Pour les articles homonymes, voir CFP.
Le Comité français du parfum (CFP) a été créé en 1967 par le Syndicat français de la parfumerie (SFP) lui-même créé en 1890 regroupant l'ensemble des marques de parfumerie de prestige au sein de la Fédération des entreprises de la beauté. Son rôle, au travers d'actions de publicité, de relations publiques, de communiqués de presse, de formation et d'information, est de promouvoir l'industrie du parfum et ses valeurs. Il cherche à rassembler professionnels, amateurs, néophytes ou simples curieux passionnés de parfums.

## Activités du Comité
Le Comité français du parfum a créé l'Osmothèque, le conservatoire international des parfums situé à Versailles au côté de l'ISIPCA (Institut supérieur international du parfum, de la cosmétique et de l'aromatique alimentaire). Celui-ci se développe en collaboration avec la Société française des parfumeurs (SFP) et la Chambre de commerce et d'industrie de Versailles-Val-d'Oise-Yvelines (CCIV). Ce musée vivant accueille ses visiteurs dans son enceinte à Versailles ainsi que lors de séances organisées à la demande en France ou à l'étranger.